# Цветль (округ)
Цветль — політичний округ Австрійської федеральної землі Нижня Австрія. 
Округ поділено на 24 громади:

- Аллентштайг
- Альтмелон
- Арбесбах
- Бернкопф
- Ехзенбах
- Гепфріц-ан-дер-Вільд
- Графеншлаг
- Грос-Герунгс
- Гросгеттфріц
- Гутенбрунн
- Кірхшлаг
- Коттес-Пурк
- Лангшлаг
- Мартінсберг
- Оттеншлаг
- Пелла
- Раппоттенштайн
- Заллінгберг
- Шенбах
- Шварценау
- Швайггерс
- Траунштайн
- Вальдгаузен
- Цветль

У громаді Раппоттенштайн розміщено Замок Раппоттенштайн.

## Демографія
Населення округу за роками за даними статистичного бюро Австрії

## Виноски
| Австрія | Це незавершена стаття з географії Австрії. Ви можете допомогти проєкту, виправивши або дописавши її. |